# كورسيكانا
كورسيكانا (بالإنجليزية: Corsicana, Texas)‏ هي مدينة تقع بولاية تكساس في شمال شرق الولايات المتحدة. تبلغ مساحة هذه المدينة 56.2 (كم²)، وترتفع عن سطح البحر 135 م، بلغ عدد سكانها 23770 نسمة في عام 2010 حسب إحصاء مكتب تعداد الولايات المتحدة وتصل الكثافة السكانية فيها 404.8 نسمة/كم2.

## التركيبة السكانية
حدّد مكتب تعداد الولايات المتحدة بيانات التركيبة السكانية لكورسيكانا في تعداد الولايات المتحدة. في ما يلي، التركيبة السكانية حسب تعدادي 2000 و2010.

### تعداد عام 2000
بلغ عدد سكان كورسيكانا 24,485 نسمة بحسب تعداد عام 2000، وبلغ عدد الأسر 8,762 أسرة وعدد العائلات 5,968 عائلة مقيمة في المدينة. في حين سجلت الكثافة السكانية 393.8 نسمة لكل كيلومتر مربع (1,019.9/ميل2). وبلغ عدد الوحدات السكنية 9,552 وحدة بمتوسط كثافة قدره 153.6 لكل كيلومتر مربع (397.8/ميل2).
وتوزع التركيب العرقي للمدينة بنسبة 59.28% من البيض و23.59% من الأمريكيين الأفارقة و0.49% من الأمريكيين الأصليين و0.63% من الأمريكيين ذوي الأصول الآسيوية و0.47% من سكان جزر المحيط الهادئ و13.64% من الأعراق الأخرى و1.91% من عرقين مختلطين أو أكثر و22.47% من الهسبانيون أو اللاتينيون من أي عرق.
بلغ عدد الأسر 8,762 أسرة كانت نسبة 38.8% منها لديها أطفال تحت سن الثامنة عشر تعيش معهم، وبلغت نسبة الأزواج القاطنين مع بعضهم البعض 48.6% من أصل المجموع الكلي للأسر، ونسبة 15% من الأسر كان لديها معيلات من الإناث دون وجود شريك، بينما كانت نسبة 4.5% من الأسر لديها معيلون من الذكور دون وجود شريكة وكانت نسبة 31.9% من غير العائلات. تألفت نسبة 27.3% من أصل جميع الأسر من عدة أفراد يعيشون في نفس المنزل ونسبة 13.7% كانت تتألف من شخص يعيش بمفرده يبلغ من العمر 65 عاماً أو أكثر. وبلغ متوسط حجم الأسرة المعيشية 2.64، أما متوسط حجم العائلات فبلغ 3.21.
بلغ العمر الوسطي للسكان 32.4 عاماً. وكانت نسبة 26.8% من القاطنين تحت سن الثامنة عشر، وكانت نسبة 10.2% بين الثامنة عشر والرابعة والعشرين عاماً، ونسبة 25.7% كانت واقعةً في الفئة العمرية ما بين الخامسة والعشرين والرابعة والأربعين عاماً، ونسبة 18.1% كانت ما بين الخامسة والأربعين والرابعة والستين، ونسبة 13.5% كانت ضمن فئة الخامسة والستين عاماً فما فوق. يوجد لكل 100 أنثى 92.6 ذكر، ويوجد لكل 100 أنثى في الثامنة عشر من عمرها فما فوق 87.9 ذكر.
بلغ متوسط دخل الأسرة في المدينة 27,203 دولارًا، أما متوسط دخل العائلة فبلغ 33,078 دولارًا. وكان متوسط دخل الذكور 27,516 دولارًا مقابل 19,844 دولارًا للإناث. وسجل دخل الفرد الخاص بالمدينة 14,001 دولارًا. وكانت نسبة 17.4% من العائلات ونسبة 22.3% من السكان تحت خط الفقر، وكان من هؤلاء نسبة 29.8% تحت سن الثامنة عشر ونسبة 15.1% في الخامسة والستين من العمر وما فوق.

### تعداد عام 2010
بلغ عدد سكان كورسيكانا 23,770 نسمة بحسب تعداد عام 2010، وبلغ عدد الأسر 8,586 أسرة وعدد العائلات 5,845 عائلة مقيمة في المدينة. في حين سجلت الكثافة السكانية 382.3 نسمة لكل كيلومتر مربع (990.2/ميل2). وبلغ عدد الوحدات السكنية 9,491 وحدة بمتوسط كثافة قدره 152.7 لكل كيلومتر مربع (395.5/ميل2).
وتوزع التركيب العرقي للمدينة بنسبة 58.07% من البيض و20.87% من الأمريكيين الأفارقة و0.58% من الأمريكيين الأصليين و0.70% من الأمريكيين ذوي الأصول الآسيوية و1.28% من سكان جزر المحيط الهادئ و16.09% من الأعراق الأخرى و2.40% من عرقين مختلطين أو أكثر و31.09% من الهسبانيون أو اللاتينيون من أي عرق.
بلغ عدد الأسر 8,586 أسرة كانت نسبة 38.9% منها لديها أطفال تحت سن الثامنة عشر تعيش معهم، وبلغت نسبة الأزواج القاطنين مع بعضهم البعض 44.7% من أصل المجموع الكلي للأسر، ونسبة 17.8% من الأسر كان لديها معيلات من الإناث دون وجود شريك، بينما كانت نسبة 5.6% من الأسر لديها معيلون من الذكور دون وجود شريكة وكانت نسبة 31.9% من غير العائلات. تألفت نسبة 27.1% من أصل جميع الأسر من عدة أفراد يعيشون في نفس المنزل ونسبة 11.3% كانت تتألف من شخص يعيش بمفرده يبلغ من العمر 65 عاماً أو أكثر. وبلغ متوسط حجم الأسرة المعيشية 2.69، أما متوسط حجم العائلات فبلغ 3.27.
بلغ العمر الوسطي للسكان 33.4 عاماً. وكانت نسبة 28.8% من القاطنين تحت سن الثامنة عشر، وكانت نسبة 10.3% بين الثامنة عشر والرابعة والعشرين عاماً، ونسبة 25% كانت واقعةً في الفئة العمرية ما بين الخامسة والعشرين والرابعة والأربعين عاماً، ونسبة 22.6% كانت ما بين الخامسة والأربعين والرابعة والستين، ونسبة 13.3% كانت ضمن فئة الخامسة والستين عاماً فما فوق. وتوزع التركيب الجنسي للسكان بنسبة 48.5% ذكور و51.5% إناث.

## أعلام
- توم ويلسون
- بيلي جو شافر
- ليفتي فريزل
- مورغان جي. ساندرز
- ماسيو باستون
- ويسلي جونسون
- لوثر الكسندر جونسون
- روجر كسو. ميلس
- جون لاري كيلي جونيور
- روفوس هاردي

## وصلات خارجية
- The US50 - Cities and Towns in Texas State